# Muille-Villette
Muille-Villette – miejscowość i gmina we Francji, w regionie Hauts-de-France, w departamencie Somma.
Według danych na rok 2011 gminę zamieszkiwało 830 osób, a gęstość zaludnienia wynosiła 127 osób/km² (wśród 2293 gmin Pikardii Muille-Villette plasuje się na 383. miejscu pod względem liczby ludności, natomiast pod względem powierzchni na miejscu 730.).